# صبوحی محمدوف
صبوحی محمدوف (انگلیسی: Sabuhi Mammadov؛ زادهٔ ۱ مه ۱۹۶۹ (51 years old)) سیاست‌مدار اهل کشور جمهوری آذربایجان است. او نخست وزیر جمهوری خودگردان نخجوان است.